# Horst Hajek
Horst Hajek (* 30. Mai 1944 in Wels, Oberösterreich; † 22. August 2013 in Wien) war ein österreichischer Musiker und Hochschullehrer. Er war Klarinettist der Wiener Philharmoniker und Professor an der Universität für Musik und darstellende Kunst Wien. 

## Leben
Nachdem die Wiener Wohnung durch Luftangriffe auf Wien zerstört worden war, übersiedelten die Eltern nach Wels, wo Horst Hajek am 30. Mai 1944 zur Welt kam. Die Pflichtschule besuchte er in Eferding, wo er im Alter von acht Jahren Blockflöten- und ab dem zehnten Lebensjahr Klarinettenunterricht bei Karl Schatz erhielt. Nach Abschluss der Hauptschule im Jahr 1958 besuchte er die Lehrerbildungsanstalt in Linz und setzte den Klarinettenunterricht bei Karl Schatz, allerdings an der Musikschule Linz fort. 1960 wechselte er in die Klasse von Rudolf Jettel an die Wiener Musikakademie, wo er im Februar 1965 die Diplomprüfung mit Auszeichnung ablegte.
Im Mai 1964 hatte er ein Engagement im Mozarteumorchester Salzburg erhalten, gehörte dem Ensemble allerdings nur von Jänner bis Juli 1965 an, nachdem er aufgrund eines weiteren erfolgreichen Probespieles mit 1. September 1965 in das Orchester der Wiener Staatsoper wechselte, dessen erster Klarinettist er 1971 wurde. Am 1. März 1973 wurde er in den Verein Wiener Philharmoniker aufgenommen, dessen Mitglied er bis zu seiner Pensionierung am 1. Jänner 2007 blieb, davon 25 Jahre lang als Soloklarinettist.
1978 wurde er an die Hochschule für Musik und darstellende Kunst in Wien berufen, ab 1985 führte Hajek als ordentlicher Professor eine Klasse im Konzertfach Klarinette. Mit 30. September 2012 wurde er emeritiert. Zu seinen Schülern zählte unter anderem Bernhard Heher.
Von 1966 bis 1986 war Hajek Mitglied des Ensemble Kontrapunkte. Mit dieser Formation spielte er für den ORF Kammermusik von Béla Bartók, Alban Berg, Leoš Janáček, Arnold Schönberg und Igor Strawinsky ein. 
Hajek erlag am 22. August 2013 im Alter von 69 Jahren in Wien nach längerem Leiden einer schweren Erkrankung und wurde am 5. September 2013 am Friedhof Mauer (Gruppe 45, Reihe 1, Nummer 11) bestattet.

## Auszeichnungen

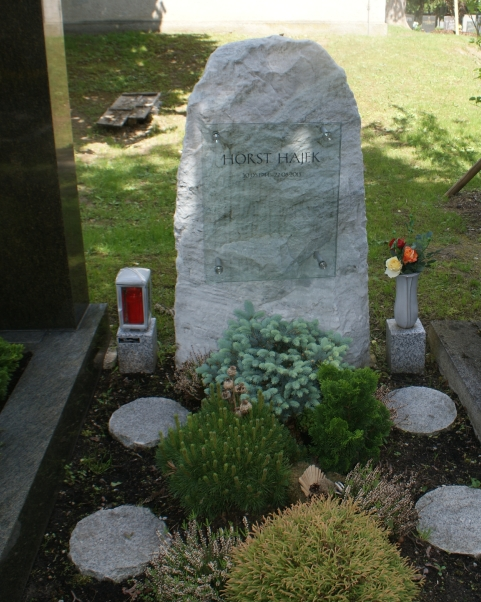
Grabstätte von Horst Hajek

- 1994: Österreichisches Ehrenkreuz für Wissenschaft und Kunst[8]
- Goldenes Verdienstzeichen des Landes Salzburg[9]
- Ehrenring der Wiener Philharmoniker[9]